# Санта-Крус (департамент)
Департамент Санта-Крус (ісп. Departamento de Santa Cruz; айм. Santa Krus jach'a suyu) — департамент Болівії площею 370 621 км² (найбільший за площею, 33,74 % площі країни) та населенням 2 433 602 (26,08 % населення країни, перепис 2001 року), розташований на сході країни. Столиця департаменту — місто Санта-Крус-де-ла-Сьєрра. Департамент поділяється на 15 провінцій. Більшу частину департаменту вкривають рівнини болівійської Амазонії та Чикітанії, багаті на природний газ, що робить департамент найбагатшим в країні.

## Провінції
Департамент Санта-Крус складається з 15 провінцій.
| Провінція               | Столиця                  | Площа (км2) |           |
| ----------------------- | ------------------------ | ----------- | --------- |
| Андрес-Ібаньєс          | Санта-Крус-де-ла-Сьєрра  | 4821        | 1 653 001 |
| Анхель Сандовал         | Сан-Матіас               | 37 442      | 14 415    |
| Вальєгранде             | Вальєгранде              | 6414        | 26 576    |
| Гуарайос                | Асенсьйон                | 20 293      | 48 301    |
| Ерман Буш               | Пуерто-Суарес            | 24 903      | 42 799    |
| Ігнасіо-Варнес          | Варнес                   | 1216        | 108 888   |
| Ічило                   | Буена-Віста (Санта-Крус) | 14 232      | 92 721    |
| Кордильєра              | Лагунільяс               | 86 245      | 120 111   |
| Мануель-Марія-Кабальєро | Комарапа                 | 2310        | 23 267    |
| Нюфло-де-Чавес          | Консепсьйон              | 54 150      | 116 545   |
| Обіспо-Сантістеван      | Монтеро                  | 3673        | 181 169   |
| Сара                    | Портачуело               | 6886        | 42 278    |
| Флорида                 | Самайпата                | 4132        | 32 842    |
| Хосе-Мігель-де-Веласко  | Сан-Ігнасіо              | 65 425      | 69 972    |
| Чикітос                 | Сан-Хосе                 | 31 429      | 82 429    |